# Colère (téléfilm)
Pour plus de détails, voir Fiche technique et Distribution.
Colère est un téléfilm français réalisé par Jean-Pierre Mocky et diffusé sur France 2 le 16 juillet 2010. 
Son thème est la corruption, la cupidité et la complicité des hommes d'affaires et de pouvoir à l'occasion d'une calamité naturelle, puis d'un accident qui s'avère criminel.

## Synopsis
Ce scénario est inspiré d'un fait divers en Belgique: la mort d'une quinzaine d'ouvriers après l'incendie de leur usine. 
Une tempête avec une inondation prive la petite ville de Carzac d'électricité, l'usine de produits chimiques est arrêtée et les employés qui se retrouvent au chômage technique sans recevoir les indemnités auxquelles ils ont droit protestent; l'usine subit alors une explosion et un incendie qui font douze morts et vingt blessés. Les autorités, corrompues par les compagnies d'assurances, font traîner l'enquête sur les causes de l'incendie et les dossiers d'indemnisation. 
Faisant face à la lenteur des procédures, les habitants de Carzac vont être tiraillés entre l'esprit d'enquête et celui de vengeance. Un ouvrier du village qui a perdu son père dans l'accident et le curé du village (Robin Renucci) se demandent si l'explosion n'aurait pas eu une cause criminelle.
Le film a été tourné en Alsace dans la ville de Sainte-Marie-aux-Mines. Certains figurants sont des habitants de la ville, un casting s'étant d'ailleurs tenu quelques mois avant le tournage du film. L’hôpital que l'on peut voir dans le film est l’hôpital de Sainte-Marie-aux-Mine,s en extérieur du moins, car l’intérieur est celui de la ville de Sélestat.
Jean-Pierre Mocky a réuni un casting étonnant pour raconter un drame social sur le thème des indemnisations d'assurance.

## Fiche technique
- Réalisateur : Jean-Pierre Mocky
- Scénario original : Jean-Pierre Mocky
- Adaptation : Jean-Pierre Mocky et André Ruellan
- Dialogues : André Ruellan
- Photographie : Jean-Paul Sergent
- Musique : Vladimir Cosma
- Producteur exécutif : Patrick Moine
- Producteur délégué : Gaspard de Chavagnac
- Date de diffusion : 16 juillet 2010 sur France 2
- Durée : 90 minutes.

## Distribution
- Mathieu Demy : Mickey
- Robin Renucci : Victor, le curé
- Cristiana Reali : Séverine Lebel
- Michèle Bernier : Gina Esteban
- Patricia Barzyk : Irène Lebel
- Philippe Chevallier : Brice Capin, le notaire
- Henri Guybet : Ferber
- Rufus : Bougron, l'expert
- Dominique Pinon : Mougin, le sorcier
- Jean-François Balmer : l'évêque
- Richard Gotainer : Richard Cosson, le maire
- François Toumarkine : Georges Pancrace
- Michel Stobac : Fargeau
- Françoise Bertin : Monique Capin
- Christian Chauvaud : Filipin
- Roger Knobelspiess : Maître Veroat
- Michel Francini : le préfet
- Freddy Bournane : Vallin
- Denise Aron-Schropfer : Mme Valenciennes
- Hervé Pauchon : Robert Jalabert
- Emmanuelle Weber : Mme Jalabert'
- Catherine Lys : Mme Duboq
- Julie Nicolet : Mélanie
- Xavier Lafitte : Ribot
- Jean-Pierre Clami : Tanguy
- Guillaume Delaunay : le commandant Lenier
- Laurent Biras : le gendarme Gerbou
- Raphaël Scheer : le 2e gendarme
- Vladimir Perrin : Théo
- Annabelle Bril : Cora
- Françoise Félicité : la tante de Cora
- Sophie Medina : Moustique
- Nadia Vasil : Mme Millau
- Yoann Moëss : Jérôme Millau
- Liza-Marie Winterhalter : la gestionnaire
- Jean Grécault : l'homme d'âge
- Alain-Olivier Brécheisen : Adjudant Bricaro
- Juan Massieu : Pascal, l'ouvrier #1
- Philippe Hungerbuhler : Fernand, l'ouvrier #2
- Jean-Marie Raigué : Robert, l'ouvrier #3
- Hugues de Léon : Jourdan, l'épicier
- Françoise Vogt : Mme Heurtaut
- Pierre Tissot : le gradé
- Alexandre Cantini : le délégué syndical
- Stéphanie Kern-Siebering : l'infirmière
- Marc Lefebvre : le veuf
- Jean-Maurice Belayche : le touriste anglais
- Julien Belle : le chanteur
- Ryan-Kenneth Stevens : le mort au volant (bande annonce uniquement)